# Ernyősrétbogár-szerűek
Az ernyősrétbogár-szerűek (Dascilloidea) a rovarok (Insecta) osztályába, ezen belül a bogarak (Coleoptera) rendjébe és a mindenevő bogarak (Polyphaga) alrendjébe tartozó öregcsalád.

## Rendszerezés
Az öregcsaládba 2 család tartozik:
- Ernyősrétbogár-félék (Dascillidae) (Guérin-Méneville, 1843)
- Cédrusbogárfélék (Rhipiceridae) (Latreille, 1834)

## Képek

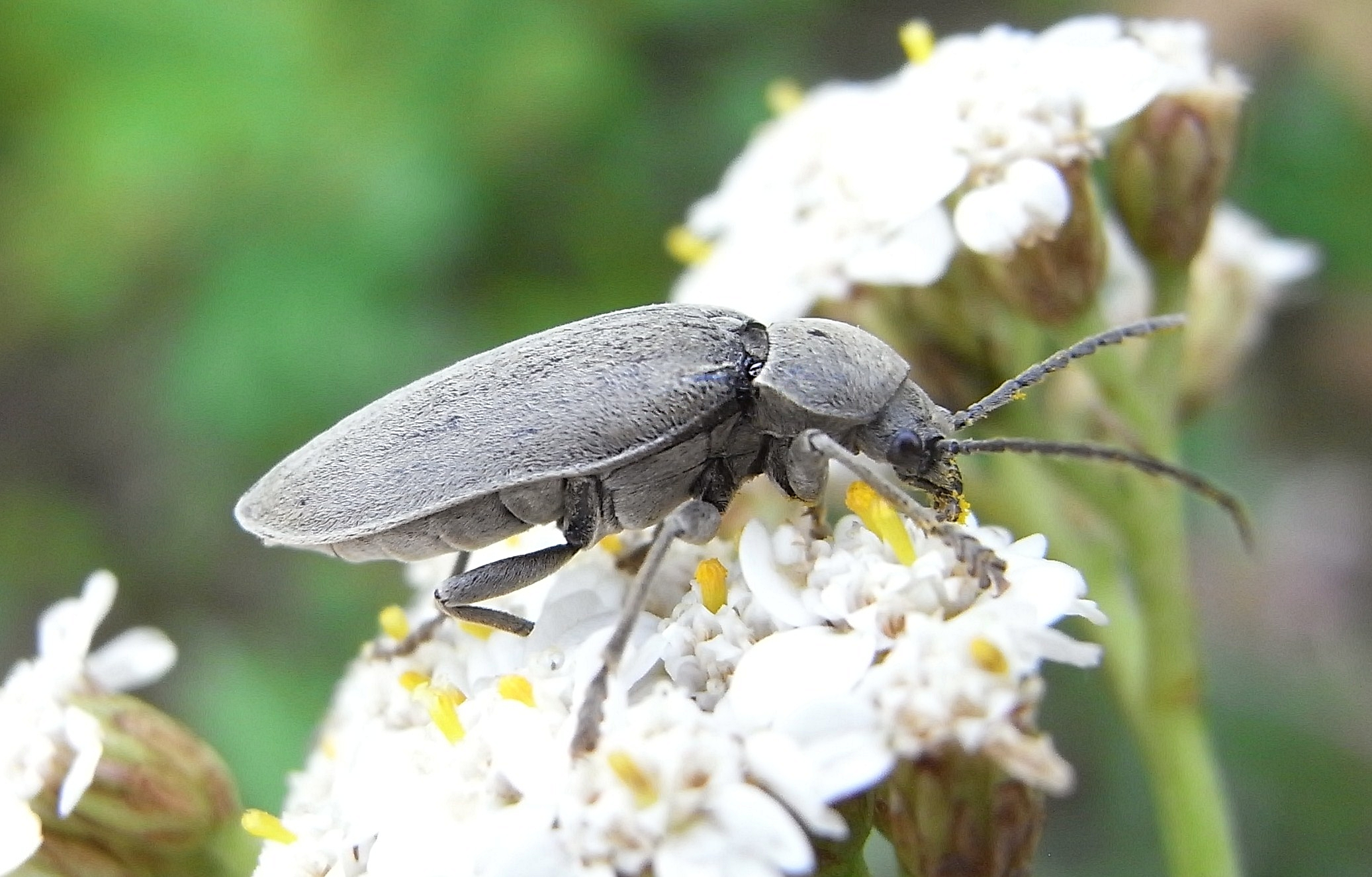
Dascillus cervinus (Ernyősrétbogár-félék)
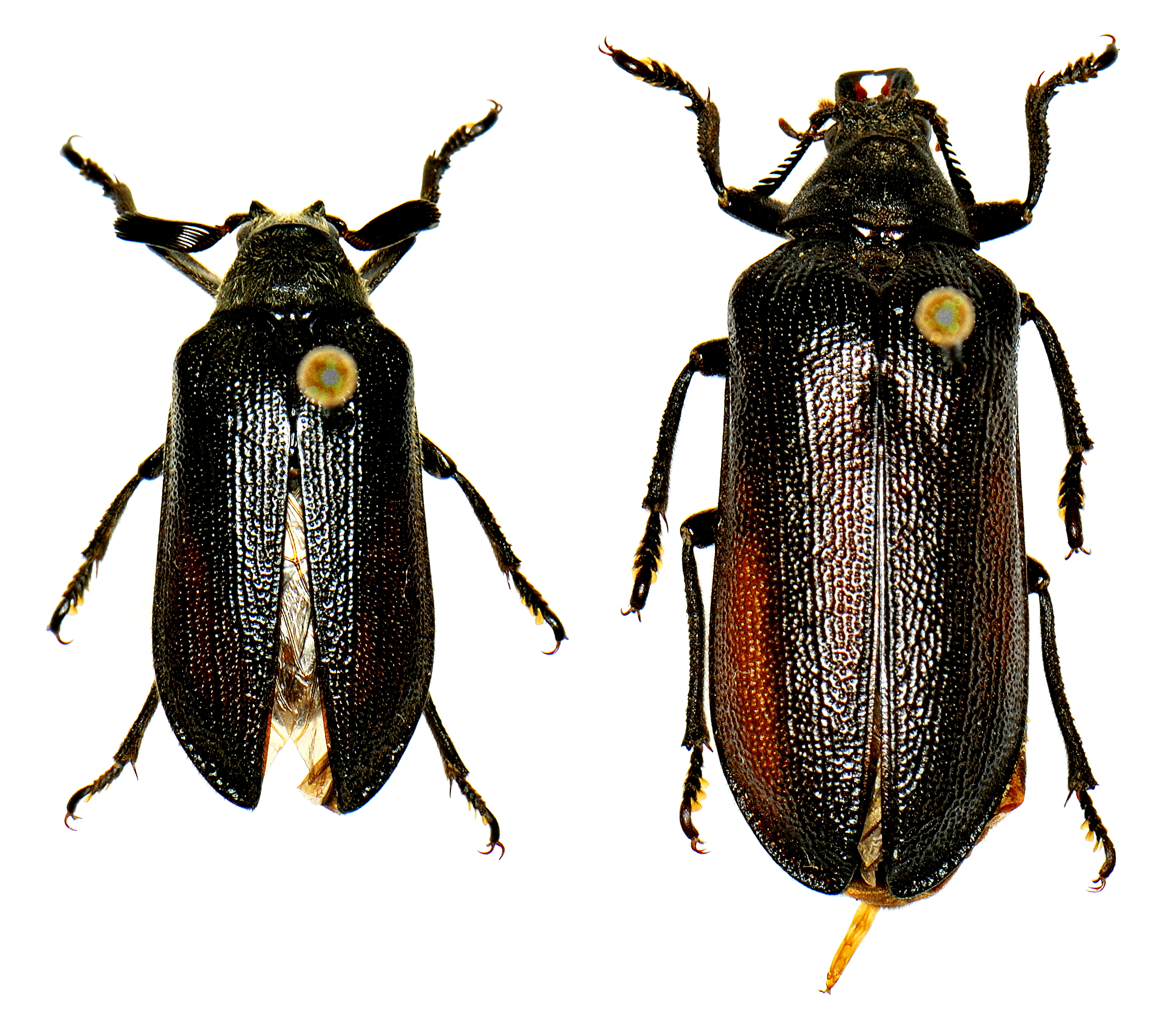
Sandalus niger (Cédrusbogárfélék)
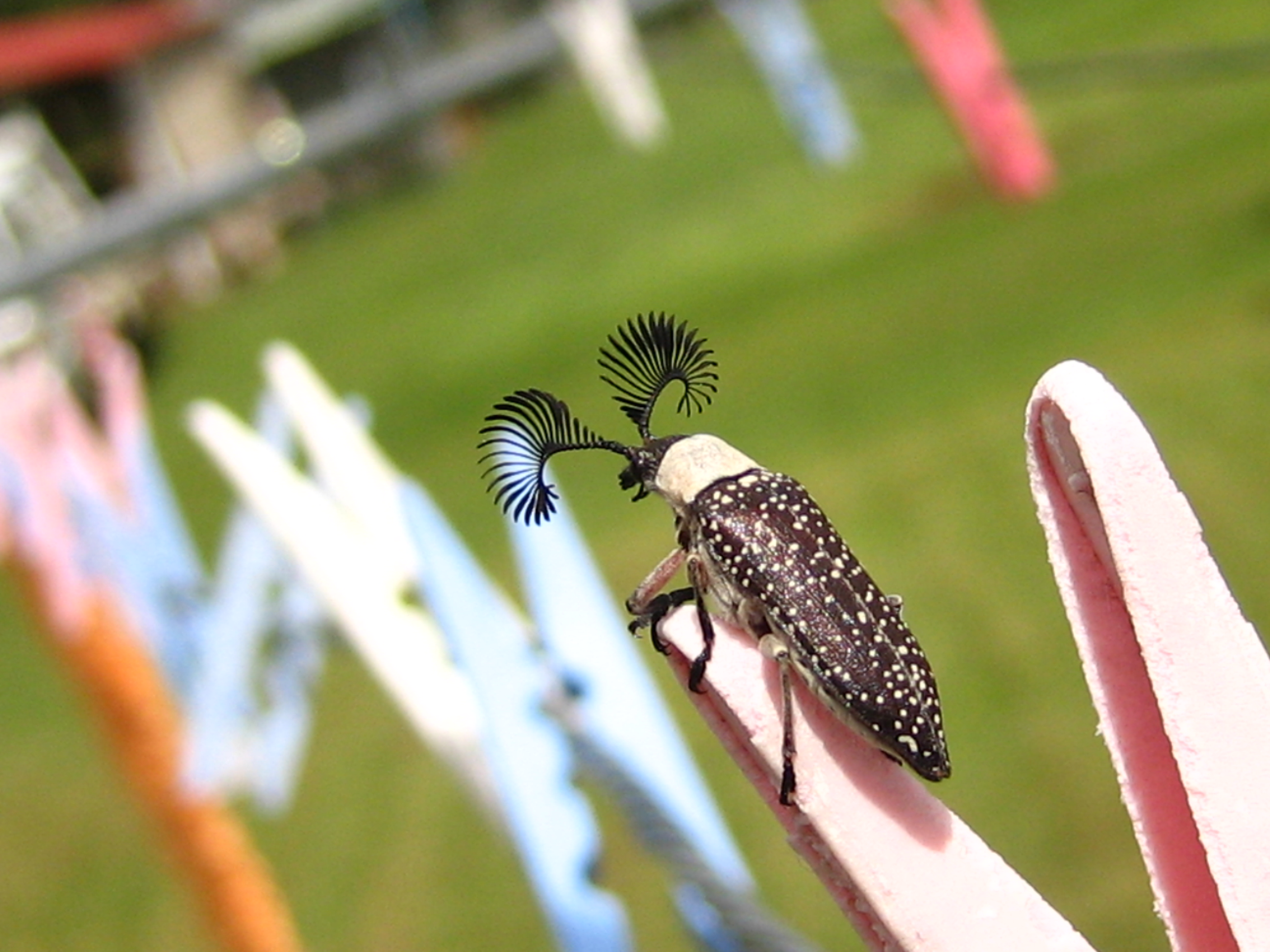
Rhipicera sp. (Cédrusbogárfélék)